# Futaba channel
Futaba channel (яп. ふたば(双葉) ちゃんねる Футаба тяннэру, «двустворчатый канал, два лист канала») — популярный японский имиджборд, посвященный отаку и андеграунду. Futaba channel является одной из старейших имиджборд в Интернете.

## Происхождение
Futaba channel был создан 30 августа 2001 года в качестве убежища для пользователей из 2channel в момент, когда 2channel был под угрозой закрытия. Впоследствии этот сайт послужил вдохновением для англоязычного 4chan, основанного на Футабе.

## Структура
Сайт состоит из 60 имиджборд и 40 текстборд, темы которых варьируются от еды и спорта до порнографии. Есть также два места для загрузки общих файлов, не относящихся к изображениям. Futaba работает на пользовательском скрипте, основанном на GazouBBS (gazou.php, от 画像, gazō, что означает «изображение»). Скрипт Futaba имеет открытый исходный код (последнее обновление в 2005 году), и его наследники используются для запуска многих японских и английских имиджбордов.